# 小行星3736
小行星3736（英語：3736 Rokoske）是一颗围绕太阳公转的小行星。1987年9月26日，愛德華·鮑威爾在可可尼诺县发现了此天体。
这颗小行星的绝对星等为146.3187077264432等。